# Wolfgang Nolte (Spion)
Wolfgang Nolte (* um 1946), Deckname Harry, war ein deutscher Spion der Militärischen Aufklärung der Nationalen Volksarmee und Oberleutnant des Heeres der Bundeswehr.

## Leben
Nolte war von 1967 bis 1990 als Spion der Deutschen Demokratischen Republik aktiv. Sein Vater lebte in Ost-Berlin. 1967 war er in Kontakt mit der Militärischen Aufklärung gekommen. Er unterschrieb eine Verpflichtungserklärung als sogenannter Agenturischer Mitarbeiter der Militärischen Aufklärung und erhielt den Decknamen Harry. Von der Hauptabteilung I des Ministeriums für Staatssicherheit, die für die Absicherung der Nationalen Volksarmee (NVA) zuständig war, wurde er unter der Registriernummer XV/4014/75 erfasst.
Für eilige Meldungen konnte Nolte Telefonstellen nutzen. Wichtige Angaben notierte er auf präpariertem Papier und nutzte eine Kleinbildkamera, für die die Operative Technik der Militärischen Aufklärung ein Geheimfach in einem Schreibutensilien-Set angefertigt hatte. Von 1972 bis 1989 hatte Nolte auch Kontakt zu einem Kurier, zu dem er eine freundschaftliche Beziehung entwickelte. Mit ihm traf er sich in Hamburg, Bremen, Osnabrück, Hannover und Cloppenburg traf. In einer Pension am Zwischenahner Meer wurde er an einem Schnellgeber ausgebildet.
Am 30. Mai 1990 wurde der in Wildeshausen lebende Nolte zur Kriminalpolizei in Delmenhorst vorgeladen. Das Bundeskriminalamt wollte ihn dort vernehmen, er verweigerte die Aussage aber. Mitte Juni 1990 wurde er in der Wittekind-Kaserne in Wildeshausen festgenommen.
Nolte wurde im Februar 1992 vom Oberlandesgericht Celle zu sieben Jahren Freiheitsstrafe verurteilt. In dem Prozess sagte auch der Kurier gegen ihn aus. Nach Georg Herbstritt gehört Nolte zu den Spionen, die die gesamte Verteidigungsfähigkeit der Bundesrepublik drastisch herabgesetzt haben. Sein Material wurde oft als wertvoll, manchmal als außerordentlich wertvoll bewertet, darunter Dienstvorschriften der Bundeswehr, Pläne und Auswertungen von Übungen, Alarmpläne und Darstellungen verschiedener Truppenteile.
Nolte hat vier Kinder. Bis zu seiner Festnahme wusste seine Familie nichts von seiner Spionagetätigkeit.